# Piatră de China
Piatra de China este un granit cu granulație medie parțial descompusă caracterizată prin absența mineralelor de fier.
Piatra este alcătuită din cuarțuri, feldspat și mică, deși pot apărea și caolin și fluorspat. Este găsit într-o zonă din Cornwall, din Regatul Unit și este singura sursă de material feldspatic comercializat în prezent din țara respectivă. Producțiile în următorii patru ani din 2003 avea o medie de 2800 de tone pe an.
Alte denumiri ale pietrei de China sunt: Piatră de Cornish, Piatră de Cornwall.